# سیارک ۶۷۵۵
سیارک ۶۷۵۵ (به انگلیسی: 6755 Solovʹyanenko، نامگذاری:1976YE1) شش هزار و هفتصد و پنجاه و پنجمین سیارک کشف شده‌است که در ۱۶ دسامبر ۱۹۷۶ کشف شد.
قدر مطلق سیارک برابر ۱۳٫۱۰ است.